# هاله-مرزيبورغ
مقاطعة هاله-مرزيبورغ (بالألمانية: Provinz Halle-Merseburg) هي إحدى مقاطعات دولة بروسيا الحرة خلال الفترة من عام 1944 حتى عام 1945. كانت مدينة مرسيبورغ عاصمة المقاطعة.
اُستحدثت مقاطعة هاله-مرسيبورغ من منطقة مقاطعة مرسيبورغ الحكومية (منطقة إدارية من مقاطعة ساكسونيا السابقة) بتاريخ 1 يوليو عام 1944. كان يواخيم ألبريشت إيغلينغ (1884 - 1945) حاكم المقاطعة الجديدة وهو غاولايتر هاله-مرسيبورغ (المسئول الرّئيسيّ لهاله-مرسيبورغ تحت السّيطرة النّازيّة).

## المقاطعات عام 1945

### مقاطعات حضرية
1. أيسليبن
2. هاله
3. مرزيبورغ
4. ناومبورغ
5. فايسنفلس
6. فيتنبرغ
7. تسايتز

### مقاطعات ريفية
1. Bitterfeld
2. Delitzsch
3. Eckartsberga (مقرها كوليدا)
4. Liebenwerda (مقرها باد ليبنفيردا)
5. مانسفيلدer Gebirgskreis (مقرها مانسفيلد)
6. مانسفيلدer Seekreis (مقرها أيسليبن)
7. Merseburg
8. Querfurt
9. Saalkreis (مقرها هاله)
10. Sangerhausen
11. Schweinitz (مقرها هرتسبرغ)
12. Torgau
13. Weißenfels
14. Wittenberg
15. Zeitz